# Seven Points
Seven Points è un centro abitato degli Stati Uniti d'America situato nella contea di Henderson e nella contea di Kaufman dello Stato del Texas.
La popolazione era di 1.455 persone al censimento del 2010.

## Geografia fisica
Seven Points è situata a 32°19′59″N 96°12′47″W (32.333044, -96.212939).
Secondo lo United States Census Bureau, ha un'area totale di 2,5 miglia quadrate (6.5 km²), di cui lo 0,40% d'acqua.

## Società

### Evoluzione demografica
Secondo il censimento del 2000, c'erano 1.145 persone, 455 nuclei familiari e 318 famiglie residenti nella città. La densità di popolazione era di 460,0 persone per miglio quadrato (177,5/km²). C'erano 550 unità abitative a una densità media di 220,9 per miglio quadrato (85,3/km²). La composizione etnica della città era formata dal 95,11% di bianchi, lo 0,61% di nativi americani, lo 0,09% di asiatici, il 2,53% di altre razze, e l'1,66% di due o più etnie. Ispanici o latinos di qualunque razza erano il 6,03% della popolazione.
C'erano 455 nuclei familiari di cui il 33,0% aveva figli di età inferiore ai 18 anni, il 50,3% aveva coppie sposate conviventi, il 14,3% aveva un capofamiglia femmina senza marito, e il 30,1% erano non-famiglie. Il 25,5% di tutti i nuclei familiari erano individuali e il 13,8% aveva componenti con un'età di 65 anni o più che vivevano da soli. Il numero di componenti medio di un nucleo familiare era di 2,52 e quello di una famiglia era di 2,98.
La popolazione era composta dal 27,9% di persone sotto i 18 anni, il 7,5% di persone dai 18 ai 24 anni, il 27,7% di persone dai 25 ai 44 anni, il 21,0% di persone dai 45 ai 64 anni, e il 16,0% di persone di 65 anni o più. L'età media era di 36 anni. Per ogni 100 femmine c'erano 97,8 maschi. Per ogni 100 femmine dai 18 anni in giù, c'erano 91,2 maschi.
Il reddito medio di un nucleo familiare era di 27.500 dollari e quello di una famiglia era di 29.821 dollari. I maschi avevano un reddito medio di 27.614 dollari contro i 17.000 dollari delle femmine. Il reddito pro capite era di 12.995 dollari. Circa il 17,5% delle famiglie e il 20,3% della popolazione erano sotto la soglia di povertà, incluso il 20,6% di persone sotto i 18 anni e il 17,5% di persone di 65 anni o più.